# Phanuwit Jitsanoh
Phanuwit Jitsanoh (thailändisch ภาณุวิชญ์ จิตเสนาะ, * 24. Januar 2002) ist ein thailändischer Fußballspieler.

## Karriere
Phanuwit Jitsanoh erlernte das Fußballspielen in der Jugendmannschaft vom Pattaya United FC in Pattaya. Seinen ersten Vertrag unterschrieb er Ende 2018 beim Samut Prakan City FC. Der Verein aus Samut Prakan spielte in der ersten Liga des Landes, der Thai League. Am 1. Juli 2020 wechselte er zum Ligakonkurrenten Rayong FC. Am Ende der Saison stieg der Verein aus Rayong in die zweite Liga ab. Sein Zweitligadebüt gab Phanuwit Jitsanoh am 15. September 2021 (3. Spieltag) im Auswärtsspiel gegen den Phrae United FC. Hier wurde er in der 77. Minute für Kirati Kaewnongdang eingewechselt. Phrae gewann das Spiel 2:0. Nach insgesamt vier Ligaspielen wurde sein Vertrag nach der Hinrunde 2022/23 im Dezember 2022 aufgelöst. Zu Beginn der Rückrunde 2022/23 schloss er sich dem Drittligisten Young Singh Hatyai United an. Mit dem Klub aus Hat Yai spielte er siebenmal in der Southern Region der Liga. Im Sommer 2023 wechselte er zu dem in der Eastern Region spielenden Fleet FC. Für den Verein bestritt er elf Ligaspiele. Im Sommer 2024 wurde sein Vertrag nicht verlängert. Nach einem Jahr Vertragslosigkeit unterschrieb er im August 2025 einen Vertrag bei dem in der Eastern Region spielenden Drittligisten BFB Pattaya City.